# 克鲁诺·拉迪列维奇
克鲁诺·拉迪列维奇（羅馬化：Kruno Radiljević，1931年—1990年），波斯尼亚和黑塞哥维那男子足球运动员。他曾代表南斯拉夫国奥队参加1956年夏季奥林匹克运动会足球比赛，获得一枚银牌。